# Agostino Bausa

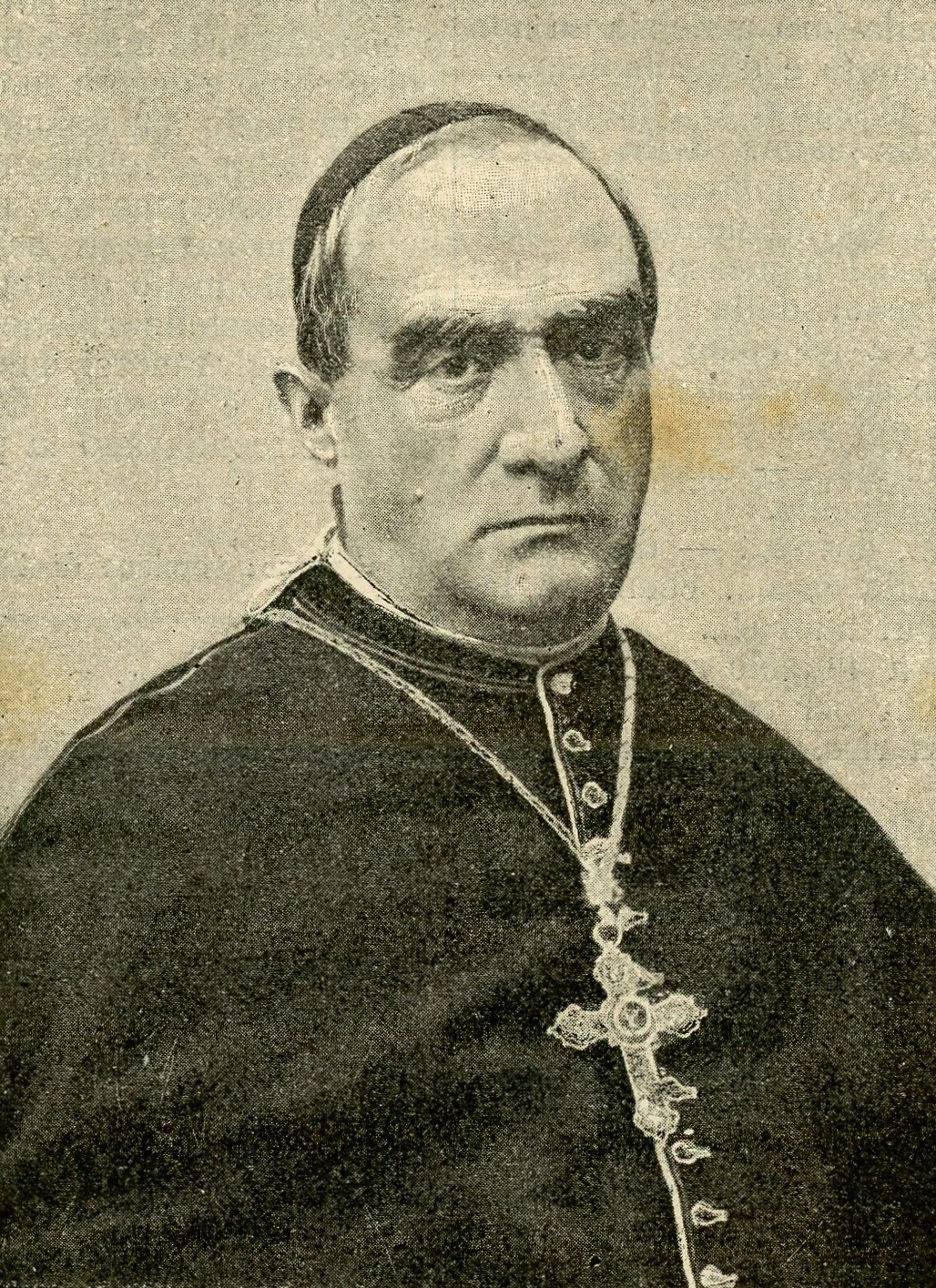
Agostino Bausa

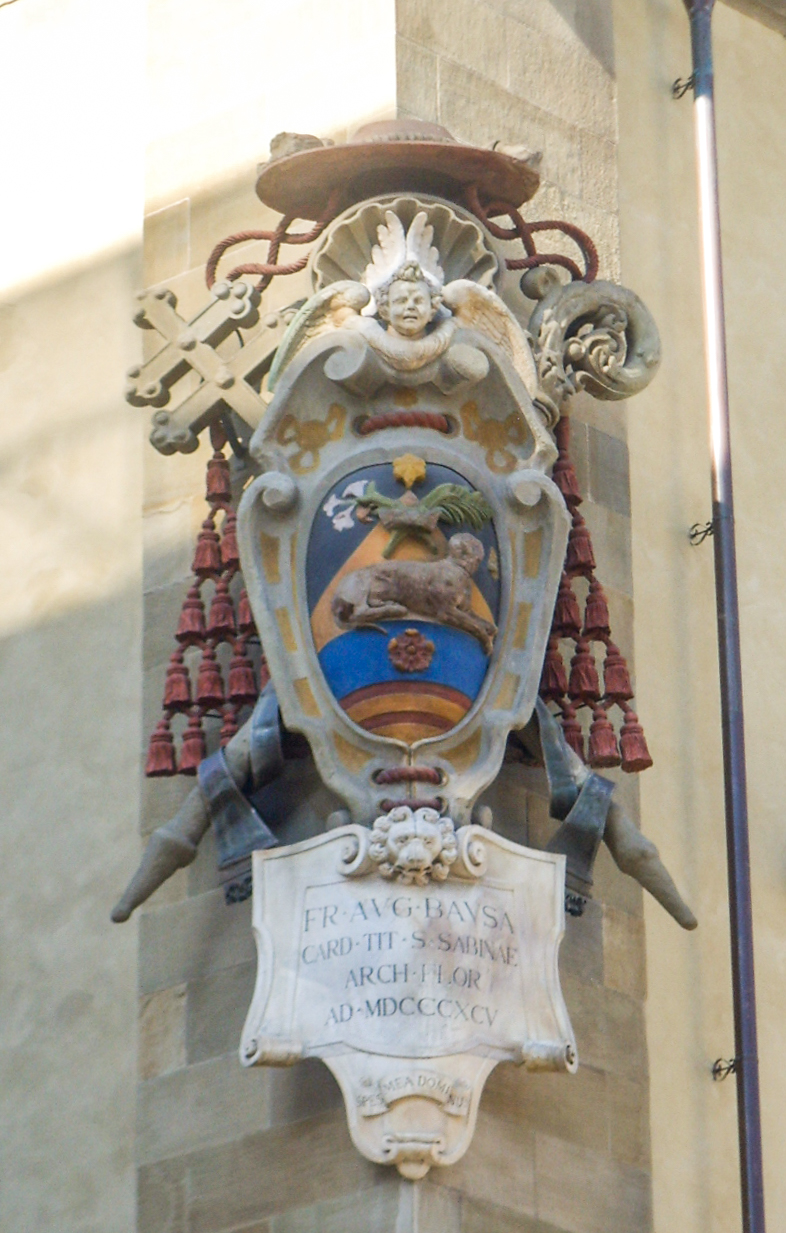
Kardinalswappen am palazzo archivesovile in Florenz

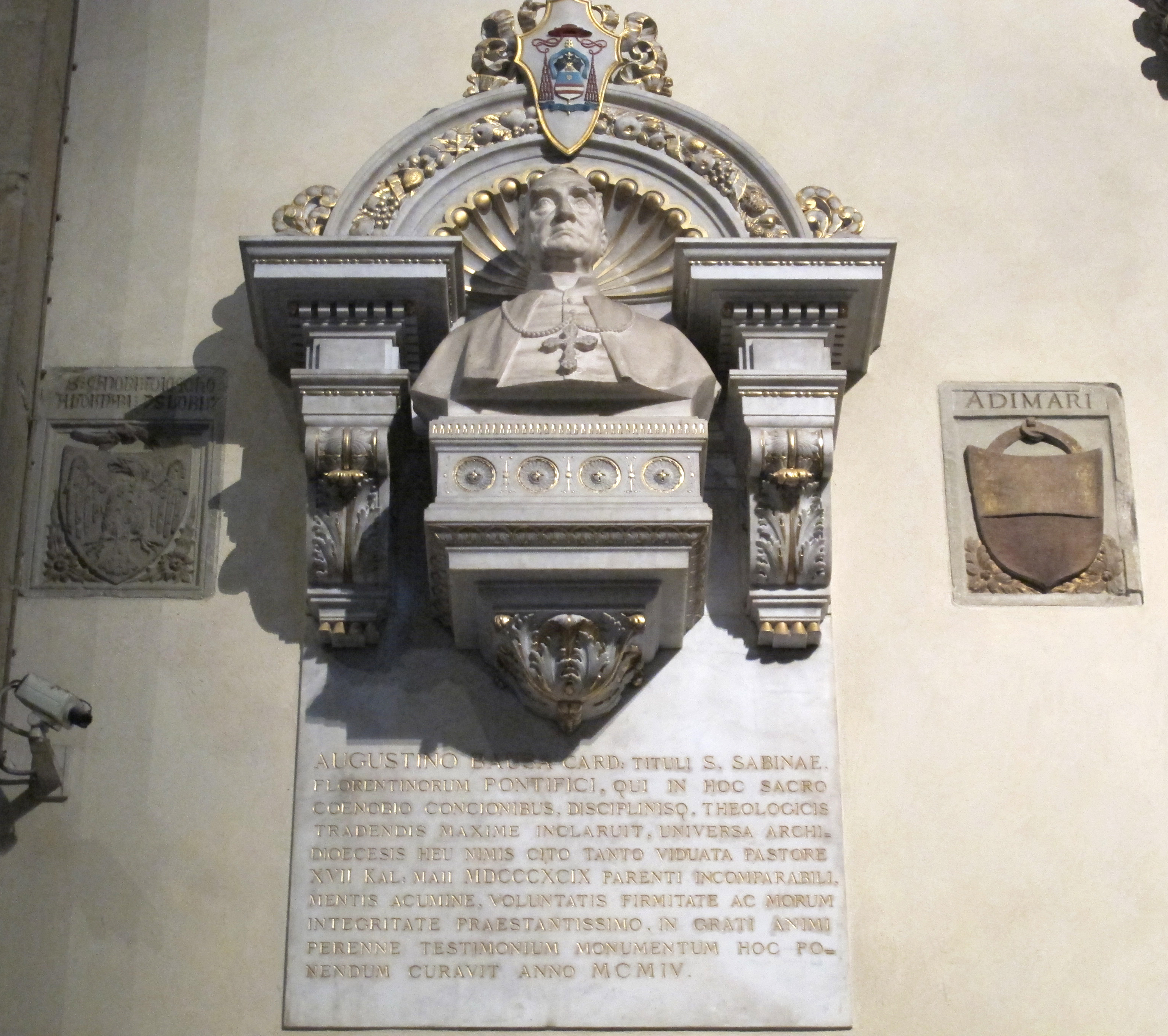
Grabstein von Kardinal Bausa

Agostino Bausa OP (* 25. Februar 1821 in Florenz als Antonio Vincenzio Giuseppe Bausa; † 15. April 1899 ebenda) war ein römisch-katholischer Ordensgeistlicher, Erzbischof von Florenz und Kardinal.

## Leben

### Frühe Jahre und Studien
Agostino Bausa war der Sohn von Giovanni Battista Bausa, einem aus Genua stammenden Kaufmann, und dessen Ehefrau Maria Annunziate Somigli, einer Florentinerin. Er empfing bereits kurz nach der Geburt durch die Hebamme die Nottaufe, da man befürchtete, das Kind würde sterben. Bei seiner regulären Taufe in der Kathedrale Santa Maria del Fiore am nächsten Tag erhielt er die Taufnamen Antonio Vincenzio Giuseppe.
Seine Erziehung erfuhr Agostino Bausa an verschiedenen kirchlichen Schulen in Florenz. Mit 18 Jahren trat er 1839 in den Dominikanerorden ein und nahm den Ordensnamen Agostino an. Nach einem Studium der Philosophie legte er im Kloster Santa Maria Novella in Florenz am 9. November 1844 seine zeitliche Profess und am 27. Februar 1845 die ewigen Gelübde ab.
Seine Studien führte er 1845/46 in Perugia und danach am Collegio San Tommaso, der Studieneinrichtung des Dominikanerklosters Santa Maria sopra Minerva in Rom fort. Dort wurde er am 12. Juli 1847 zum Doktor promoviert und kehrte nach Florenz zurück.

### Kirchliche Laufbahn
Das Sakrament der Priesterweihe empfing Agostino Bausa am 24. März 1845 in der Kartause zu Florenz durch Paulo Augusto Foscolo, titularer Lateinischer Patriarch von Jerusalem. Agostino Bausa lehrte 1847 bis 1849 Theologie am Dominikanerkolleg von Santa Maria Novella. Im Jahr 1849 begleitete Pater Agostino als Sekretär Antonio Merciai, Titularerzbischof von Teodosiopoli, der zum Apostolischen Delegaten für die Chaldäer, Armenier und Syrer mit Sitz in Mossul bestellt war, als dieser dorthin zurückkehrte. Nach dem Tod von Erzbischof Merciai im Oktober 1850 übernahm Pater Agostino in Diarbékir die Leitung der Apostolischen Delegation. Er ließ sich in Mossul und später in Nur-Jaruk nieder, wo er die örtlichen Sprachen erlernte. Später war er in Kurdistan als Missionar tätig, geriet dort in Haft und wurde als Geisel genommen. Nach seiner Befreiung wollte er nach Armenien aufbrechen, musste jedoch 1856 wegen seines schlechten Gesundheitszustandes nach Italien zurückkehren. Einige Jahre verbrachte er zur Erholung in Ancona.
Im Jahr 1860 kehrte Agostino Bausa zurück in den Konvent von Santa Maria Novella in Florenz, wo er Theologie und orientalische Sprachen unterrichtete. 1869 wurde er Professor für Dogmatik am Erzbischöflichen Seminar in Florenz. Am Ersten Vatikanischen Konzil nahm er als theologischer Berater des Erzbischofs von Florenz teil. Nach dem Konzil nahm er seine Lehrtätigkeit wieder auf. 1878 wurde er Prior des Klosters Santa Maria Novella.
Im Konsistorium vom 23. Mai 1887 kreierte Papst Leo XIII. Agostino Bausa zum Kardinaldiakon und verlieh ihm am 26. Mai 1887 mit dem Kardinalshut die Titeldiakonie Santa Maria in Domnica. Am 22. Dezember 1887 wurde Agostino Bausa Präsident der Päpstlichen Akademie für den katholischen Glauben.
Am 11. Februar 1889 wurde Agostino Bausa zum Erzbischof von Florenz gewählt. Er erhielt am 14. Februar 1889 den Rang eines Kardinalpriesters mit der Titelkirche Santa Sabina. Die Bischofsweihe spendete ihm Papst Leo XIII., Mitkonsekratoren waren Francesco di Paola Cassetta, Päpstlicher Almosenier, und Guglielmo Piferri, Päpstlicher Sakristan.
Agostino Bausa starb am 15. April 1899 in Florenz. Sein Leichnam wurde in der Kathedrale Santa Maria del Fiore aufgebahrt, in der er getauft worden war. Am 19. August 1899 fanden die Exequien statt, am 25. August 1899 wurde er vorläufig auf dem Friedhof von Soffiano bestattet. Seine endgültige Ruhestätte fand er am 29. Oktober 1901 in der dortigen Friedhofskirche.

## Leistungen
Agostino Bausa wurde für seine Sprachkenntnisse und seine Beredsamkeit gerühmt. Er verstand und sprach Hebräisch, Arabisch, Türkisch, Aramäisch, Armenisch und Kurdisch. Wegen seiner Beredsamkeit nannte Leo XIII. ihn den „Bossuet von Florenz“.